# Blu celeste (singolo)
Blu celeste è un singolo del cantante italiano Blanco, pubblicato il 10 settembre 2021 come quarto estratto dal primo album in studio omonimo.

## Video musicale
Il video, diretto da Simone Peluso, è stato reso disponibile il 9 settembre 2021 sul canale YouTube del cantante.

## Tracce
Testi e musiche di Michele Zocca, Riccardo Fabbriconi, Davide Simonetta.
1. Blu celeste – 3:26

## Classifiche

### Classifiche settimanali
| Classifica (2021) | Posizione massima |
| ----------------- | ----------------- |
| Italia            | 1                 |

### Classifiche di fine anno
| Classifica (2021) | Posizione |
| ----------------- | --------- |
| Italia            | 37        |
| Classifica (2022) | Posizione |
| Italia            | 84        |

## Riconoscimenti
Videoclip Italia Awards
- 2024 – Miglior fotografia[8]
- 2024 – Candidatura al miglior montaggio
- 2024 – Candidatura al miglior color granding